# Hollandse Delta
Hollandse Delta is een waterschap in het zuidwesten van de Nederlandse provincie Zuid-Holland. Dit betreft het gebied ten zuiden van de Nieuwe Maas en de Noord en omvat de (voormalige) eilanden Goeree-Overflakkee, Hoeksche Waard, Voorne-Putten, het Eiland van Dordrecht, IJsselmonde, Rozenburg en het eiland Tiengemeten. De organisatie is er verantwoordelijk voor de waterhuishouding, afvalwaterzuivering, de (vaar)wegen en veel fietspaden die buiten bebouwde kommen zijn gelegen. Het kantoor van het waterschap (het waterschapshuis) staat in Ridderkerk.
Het gebied van het waterschap beslaat een oppervlakte van ongeveer 101.822 hectare (onderverdeeld in 688 peilgebieden) waarbinnen 11 gemeenten liggen en ongeveer 1 miljoen mensen wonen. Het waterschap beheert zo'n 776 kilometer aan waterkeringen, 1250 kilometer wegen, 350 kilometer fietspaden, 7200 km aan watergangen met daarbij vele honderden gemalen, 20 rioolwaterzuiveringsinstallaties, 200 kilometer (riool)persleiding en 66 rioolgemalen.
Hollandse Delta is op 1 januari 2005 ontstaan uit de samenvoeging van de waterschappen de Brielse Dijkring, Goeree-Overflakkee, de Groote Waard en IJsselmonde en een deel van het Zuiveringschap Hollandse Eilanden en Waarden.
Het waterschap heeft een dagelijks en een algemeen bestuur. De verenigde vergadering, i.e. het dagelijks bestuur, van het waterschap bestaat uit 30 leden. Van de zetels zijn er vier geborgd. Vier leden vormen samen met de dijkgraaf het college van dijkgraaf en heemraden (het dagelijks bestuur). Jan Geluk was van 2005 tot 2017 de eerste dijkgraaf. Jan Bonjer is de huidige dijkgraaf.